# Alpinia conchigera
Alpinia conchigera är en enhjärtbladig växtart som beskrevs av William Griffiths. Alpinia conchigera ingår i släktet Alpinia och familjen Zingiberaceae. Inga underarter finns listade i Catalogue of Life.